# جامع الشيخ الملوك
جامع الشيخ الملوك (بالفارسية: مسجد جامع شیخ الملوک) هو مسجد تاريخي يعود إلى عصر القرن الثالث عشر الهجري، ويقع في ملاير.